# ブラバム・BT56
ブラバム・BT56 (Brabham BT56) は、ブラバムが1987年のF1世界選手権参戦用に開発したフォーミュラ1カー。デザイナーはジョン・ボールドウィン、セルジオ・リンランド。

## 概要

### 背景
BT55で失意の1986年シーズンを送ったチームは、よりコンベンショナルなデザインのマシンを1987年に送り込んだ。ブラバムで17年間設計を担当したゴードン・マレーはマクラーレンに移籍し、BT56はブラバムにとって1972年、1973年シーズンに投入されたラルフ・ベラミー作のBT37以来となるマレー作ではないマシンとなった。前シーズン終了後にメインスポンサー撤退により崩壊したベアトリス・ハース・ローラの開発母体・FORCE (Formula One Race Car Engineering)を買収し、ハース・ローラに供給されていたフォードの120度バンクV6ターボエンジンの獲得を目論んだが、フォードはブラバムより先手を打ったピーター・コリンズの手腕によりベネトンとパートナーシップを締結してしまったこともあり、ブラバムは複数年契約を盾に引き続きBMWエンジンの供給を確保した。

### 開発
BT56は前年BT55に搭載されたものと同じ、直列4気筒を左に72度傾けたBMW・M12/13/1エンジンを搭載したが、チーム側ではBT54以前で使用していたBMW・M12/13エンジンへ戻すことを希望していた。しかしこれをBMWが同意しなかったため実現しなかった。なお、BT56はブラバム最後のターボエンジン搭載車となった。
BT55と同じエンジンとギアボックスを使用したため、「エンジンオイルの循環（スカベンジング）不良」「リアのシャシー剛性不足」といったBT55の弱点の多くはBT56にも引き継がれており、マシンの信頼性（特にBMWエンジン）は低かった。アンドレア・デ・チェザリスに至っては16戦中14戦でリタイヤ。リカルド・パトレーゼも9回リタイヤとなった。
タイヤはピレリが撤退したことからワンメイク供給となったグッドイヤーへスイッチした。

### 1987年シーズン
デ・チェザリスが第3戦ベルギーGPで、パトレーゼが第14戦メキシコGPでそれぞれ3位表彰台を獲得、チームは合計10ポイントを獲得しコンストラクターズランキング8位でシーズンを終えた。最終戦はパトレーゼが負傷欠場となったナイジェル・マンセルの代役としてウィリアムズ・ホンダに移籍したため、7号車のドライバーとして国際F3000チャンピオンとなったステファノ・モデナを起用し、彼はBT56でF1デビューした。

### 余波
競争力のある自然吸気エンジン確保の目処が立たなかったことから、ブラバムは翌1988年は参戦を休止して全車ターボエンジン禁止となる1989年にむけて体制を整えることとなった。しかし、バーニー・エクレストンはF1製造者協会（FOCA）会長職に専念する意向からブラバムの売却相手の選定に入っており、1988年にチームをアルファロメオに売却した。その後、チームは新オーナーに名乗り出たウォルター・ブルンとスイス人の投資家ヨアヒム・ルーティの手に渡り1989年に参戦復帰する。

## F1における全成績
(key) （太字はポールポジション、斜体はファステストラップ）
| 年     | No. | ドライバー                 | 1   | 2   | 3   | 4   | 5   | 6   | 7   | 8   | 9   | 10  | 11  | 12  | 13  | 14  | 15  | 16  | ポイント | ランキング |
| 年     | No. | ドライバー                 | BRA | SMR | BEL | MON | DET | FRA | GBR | GER | HUN | AUT | ITA | POR | ESP | MEX | JPN | AUS | ポイント | ランキング |
| ------ | --- | -------------------------- | --- | --- | --- | --- | --- | --- | --- | --- | --- | --- | --- | --- | --- | --- | --- | --- | -------- | ---------- |
| 1987年 | 7   | リカルド・パトレーゼ       | Ret | 9   | Ret | Ret | 9   | Ret | Ret | Ret | 5   | Ret | Ret | Ret | 13  | 3   | 11  |     | 10       | 8位        |
| 1987年 | 7   | ステファノ・モデナ         |     |     |     |     |     |     |     |     |     |     |     |     |     |     |     | Ret | 10       | 8位        |
| 1987年 | 8   | アンドレア・デ・チェザリス | Ret | Ret | 3   | Ret | Ret | Ret | Ret | Ret | Ret | Ret | Ret | Ret | Ret | Ret | Ret | 8   | 10       | 8位        |

## 参照
1. ↑  “STATS F1 - Brabham BT56”.   Statsf1.com. 2010年9月6日閲覧。
2. ↑  ハース・ローラ オートスポーツ No.445 34-36頁 三栄書房 1986年5月1日発行
3. ↑  『GP Car Story Vol.37 Brabham BT55』（三栄、2021年11月）p.39
4. ↑  『ピラニア・クラブ F1マネーに食らいつけ』ティモシー・コリンズ著、二玄社